# Acarospora tuckerae
Acarospora tuckerae är en lavart som beskrevs av K. Knudsen. Acarospora tuckerae ingår i släktet Acarospora och familjen Acarosporaceae.   Inga underarter finns listade i Catalogue of Life.